# 473 TCN
473 TCN là một năm trong lịch La Mã.